# 페퍼로니

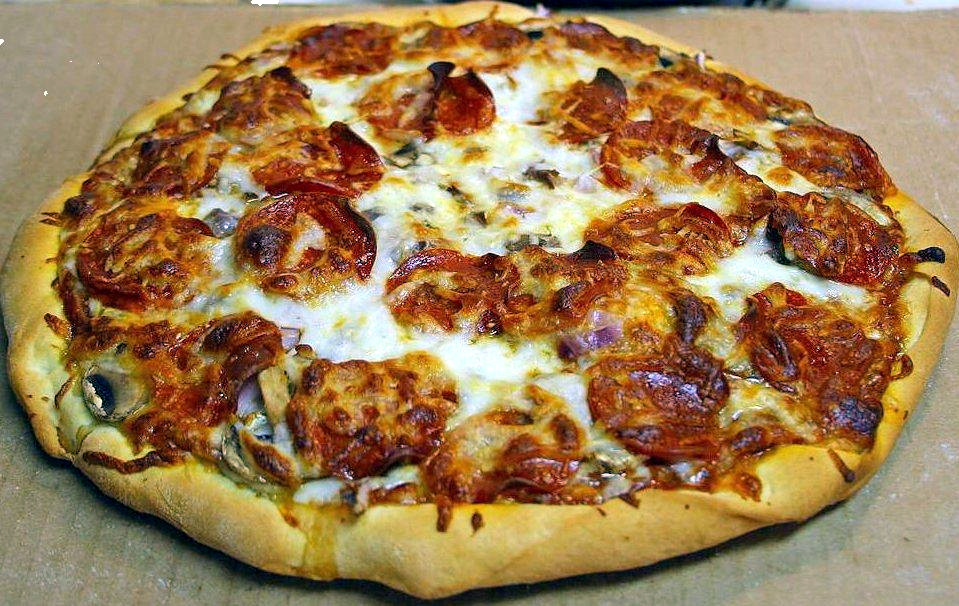
페퍼로니 피자

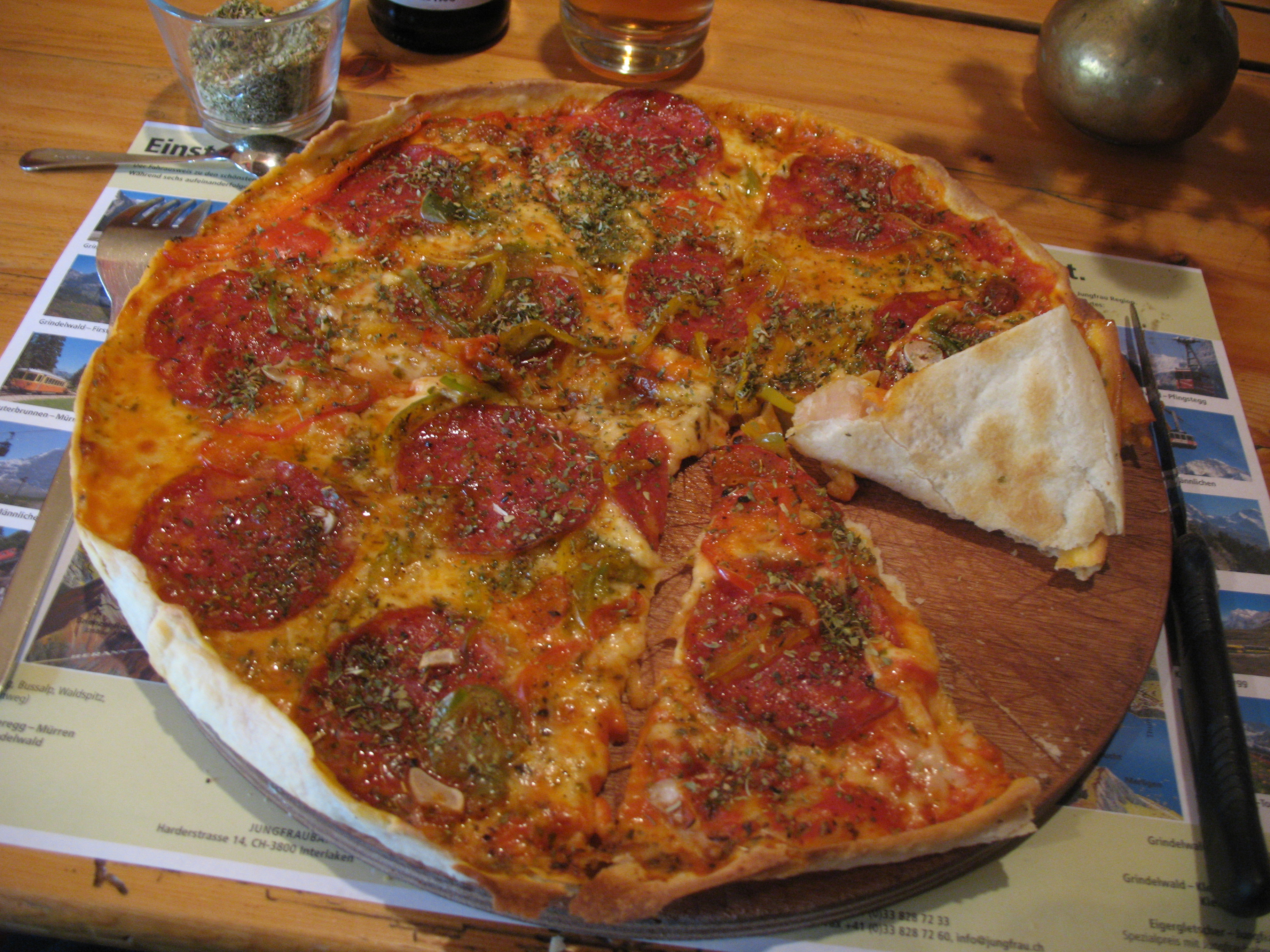
페퍼로니 피자

페퍼로니(영어: Pepperoni)는 양념이 들어간 고기로 만드는 이탈리아 살라미의 미국식 음식이다. 주로 돼지고기, 쇠고기로 만든다. 또한 염소고기, 칠면조고기, 생선살로 만들기도 한다. 이탈리아 남부 지방의 양념한 살라미에서 유래하였다. salsiccia Napoletana piccante 혹은 양념이 들어간 말린 나폴리식 소시지 같은 것들이다.
페퍼로니는 피자 토핑으로 인기가 높다. 특히 미국식 피자에서 많이 쓰인다. 또한 서브머린 샌드위치를 만들 때도 쓰인다.
페퍼로니는 스페인식 돼지고기 소시지인 초리소와 비숫하다. 초리소의 미국판이라고 일컬을 만큼 이 둘은 색깔과 향이 비슷하다.

## 같이 보기
- 소시지
- 살라미
- 칠면조고기